# Châtillon JU
Châtillon je obec ve švýcarském kantonu Jura. Žije zde 481 obyvatel.

## Geografie

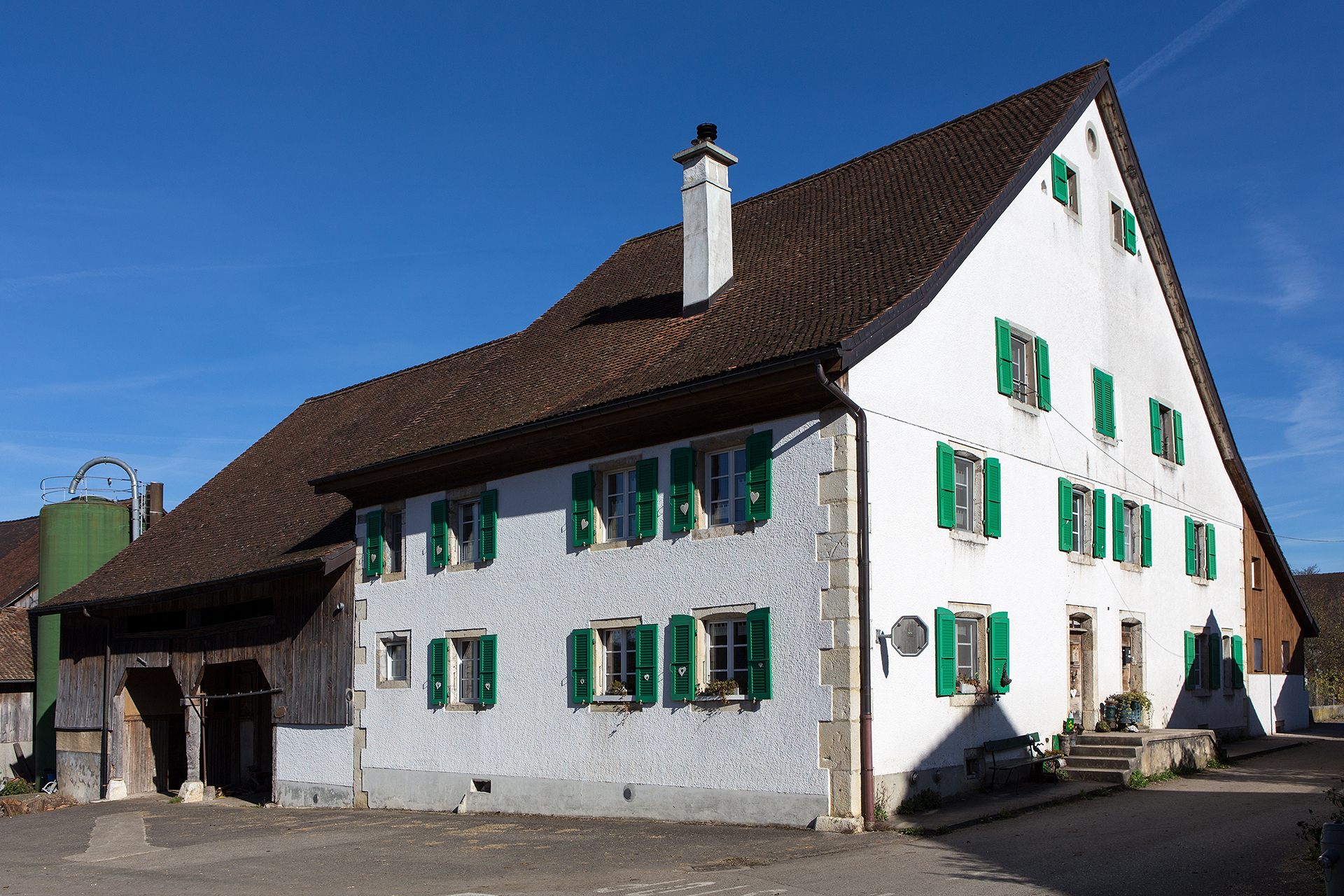
Tradiční architektura v obci

Châtillon leží v nadmořské výšce 523 m, vzdušnou čarou 4 km jižně od hlavního města kantonu, Delémontu. Obec se rozkládá východně od potoka Le Bie na severním svahu na jižním okraji Delémontské kotliny.
Území obce o rozloze 5,36 km² tvoří jen malou část intenzivně obhospodařované roviny Delémontské kotliny. Rozkládá se od Montchaibeux na severu, 627 m vysokého zalesněného kopce izolovaného v kotlině, až po sousední jurský masiv Le Mont na jihu, který je součástí systému masivu Mont Raimeux. Hranice kantonů Jura a Bern vede po hřebeni tohoto masivu. Nejvyšší bod obce je 1129 m n. m. na hřebeni Côte des Porcs. Na severním svahu tohoto jurského masivu se v obci nachází typická mýtinová kotlina (Halbklus), kterou lemují dvě zbývající horská tělesa z vrstev tvrdých hornin. Území obce odvodňuje potok Bie, který se vlévá do řeky Sorne. V roce 1997 tvořila 5 % rozlohy obce zastavěná plocha, 52 % lesy a lesní pozemky, 42 % zemědělské plochy a necelé 1 % neproduktivní půda.
Châtillon zahrnuje několik samostatných zemědělských usedlostí. Sousedními obcemi Châtillonu jsou Haute-Sorne, Courtételle, Rossemaison a Courrendlin v kantonu Jura a Roches a Moutier v kantonu Bern.

## Historie
První zmínka o obci jako Chastellun pochází z roku 1148 z listiny papeže Evžena III. Châtillon patřil k opatství Moutier-Grandval a i po reformaci si zachoval katolickou víru. V letech 1797–1815 patřil k Francii a zpočátku byl součástí départementu Mont-Terrible, od roku 1800 byl součástí départementu Haut-Rhin. Na základě rozhodnutí Vídeňského kongresu v roce 1815 se obec stala součástí kantonu Bern v okrese Moutier. Obyvatelé Châtillonu se v jurských plebiscitech vždy vyslovili pro vznik kantonu Jura. Jako pohraniční obec v okrese Moutier se Châtillon v referendu 7. září 1975 vyslovil pro kanton Jura, v roce 1976 se připojil k okresu Delémont a 1. ledna 1979 se stal součástí nově vzniklého kantonu Jura.
Dne 18. července 1973 se Châtillon zúčastnil 4. kola soutěže Hry bez hranic v Arnhemu. V celé sérii her to byla co do počtu obyvatel nejmenší obec, která se kdy tohoto programu zúčastnila. Obsadila 2. místo a kvalifikovala se do finále v Paříži. Tam 12. září 1973 obsadila 6. místo.

## Obyvatelstvo
| Rok            | 1850 | 1900 | 1910 | 1930 | 1950 | 1960 | 1970 | 1980 | 1990 | 2000 |
| Počet obyvatel | 193  | 221  | 279  | 314  | 343  | 303  | 299  | 301  | 338  | 378  |

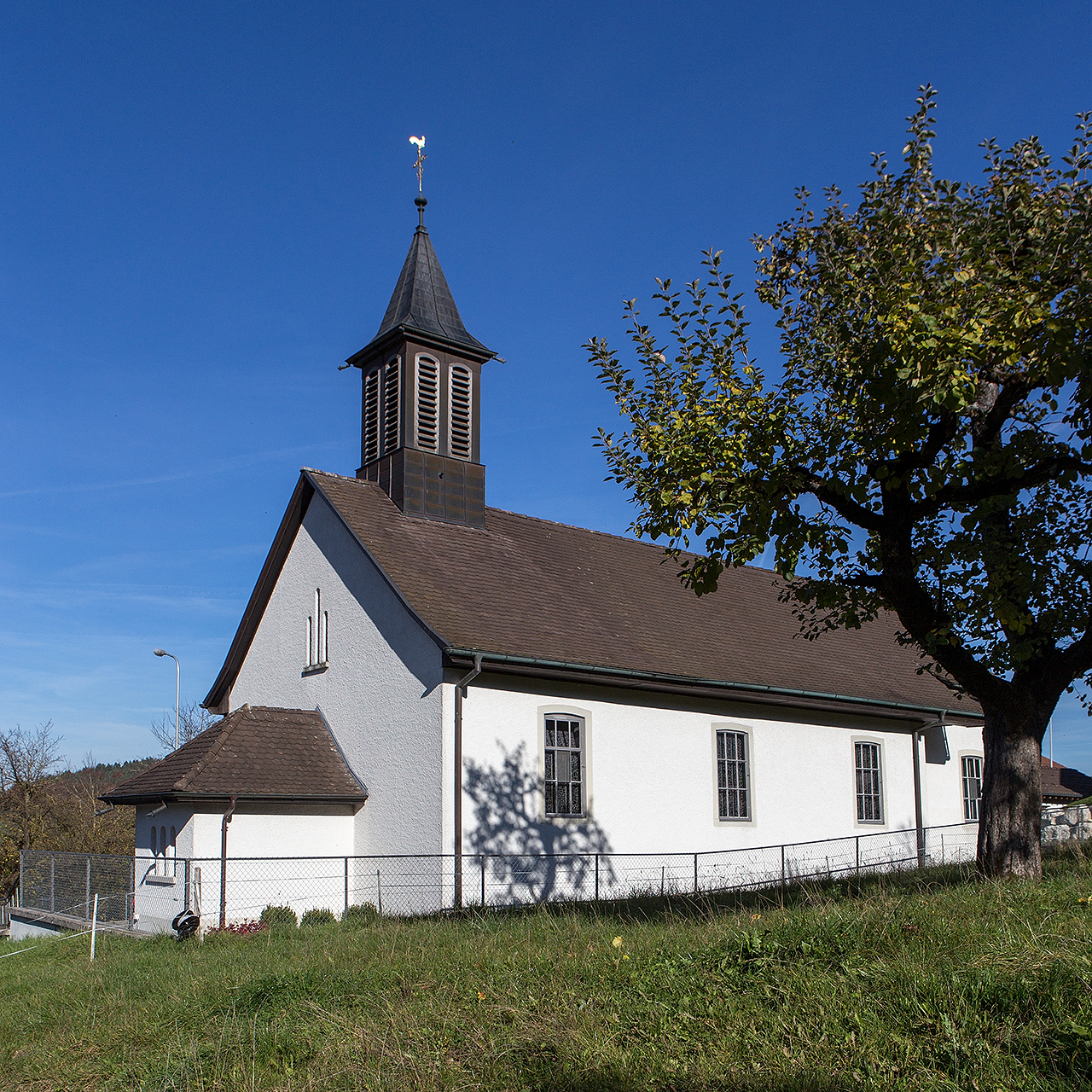
Kaple

Z celkového počtu obyvatel je 96,3 % francouzsky mluvících, 2,7 % německy mluvících a 0,5 % italsky mluvících (stav v roce 2000). V průběhu 20. století byl patrný celkový vzestupný trend počtu obyvatel, zejména po roce 1980.

## Hospodářství
Pro obec je stále charakteristické zemědělství, ale ve druhé polovině 20. století se vyvinula i v rezidenční obec. Mimo zemědělský sektor je v obci pouze několik pracovních míst. Mnoho zaměstnanců (přibližně 70 %) proto dojíždí za prací a pracuje převážně v oblasti Delémontu.

## Doprava
Châtillon leží stranou od hlavních silnic, ale přesto má dobré dopravní spojení. Ze 4 km vzdáleného nádraží Delémont jezdí do Châtillonu autobusová linka. 4 km od nádraží je také napojení na úsek dálnice A16 z Delémontu do Porrentruy, který byl otevřen v roce 1998 a navazuje jak na švýcarskou státní silniční síť, tak na francouzskou dálniční síť.